# (466867) 2015 BV472
(466867) 2015 BV472 es un asteroide perteneciente al cinturón de asteroides, descubierto el 30 de abril de 2003 por el equipo Spacewatch desde el Observatorio Nacional de Kitt Peak (Arizona, Estados Unidos).